# Праду-Феррейра
Праду-Феррейра (порт. Prado Ferreira) — муниципалитет в Бразилии, входит в штат Парана. Составная часть мезорегиона Северо-центральная часть штата Парана. Входит в экономико-статистический микрорегион Порекату. Население составляет 3108 человек на 2006 год. Занимает площадь 153,398 км². Плотность населения — 20,3 чел./км².

## Статистика
- Валовой внутренний продукт на 2003 год составляет 33 843 919,00 реалов (данные: Бразильский институт географии и статистики).
- Валовой внутренний продукт на душу населения на 2003 год составляет 10 819,67 реалов (данные: Бразильский институт географии и статистики).
- Индекс развития человеческого потенциала на 2000 год составляет 0,756 (данные: Программа развития ООН).